# プロフラビン
プロフラビン（英: proflavine、proflavin）はアクリフラビン誘導体の一種である。3,6-ジアミノアクリジン（英: 3,6-diaminoacridine）とも呼ばれる。多くのグラム陽性菌に対して消毒作用がある。硫酸塩や塩酸塩が局所消毒薬として使用されており、以前は泌尿器用消毒薬としても使用されていた。

## 性質
2つのアミノ基を有する平面多環芳香族化合物で、水に可溶である。中性水溶液中で444 nmの青色領域に吸収極大を持つ。核酸塩基対の間にインターカレーションする性質を持ち、がん細胞の複製を阻害することから、がん治療におけるDNA標的インターカレーターとして広く研究されてきた。また、蛍光色素でもあることから顕微鏡による生体内イメージングに用いられることがある。